# Laze pri Dramljah
Laze pri Dramljah je naselje u slovenskoj Općini Šentjuru. Laze pri Dramljah se nalazi u pokrajini Štajerskoj i statističkoj regiji Savinjskoj. 

## Stanovništvo
Prema popisu stanovništva iz 2002. godine naselje je imalo 161 stanovnika.